# Emma Adenauer
Emma Weyer mit Konrad Adenauer
als Verlobte, 21. Juni 1902

Link zum Bild

Johanna Wilhelmine Caroline Emma Adenauer, geborene Weyer (* 10. September 1880 in Köln; † 6. Oktober 1916 ebenda) war die erste Ehefrau Konrad Adenauers.

## Leben

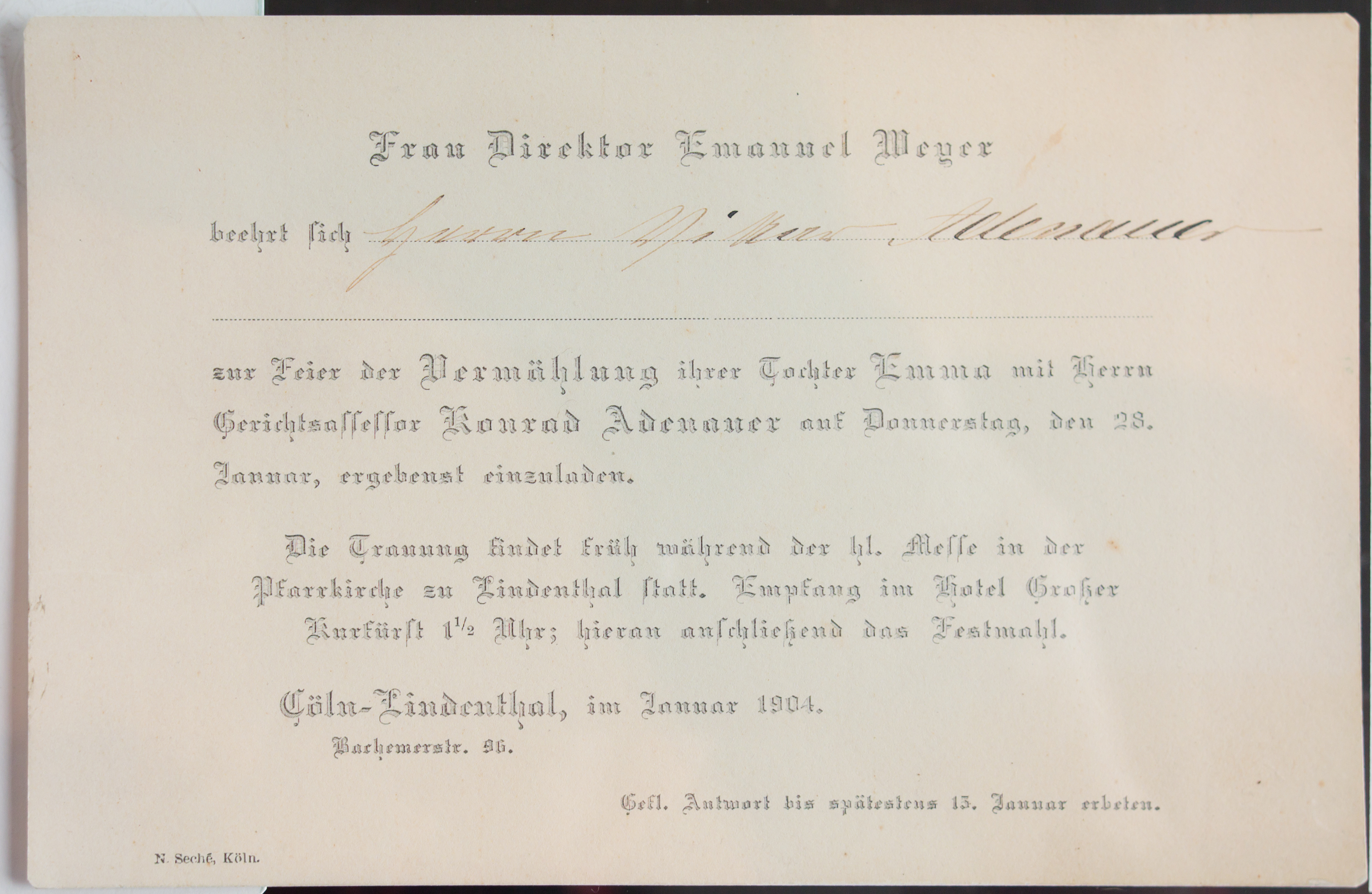
Einladung zur Hochzeitsfeier 1904

Totenzettel für Emma Adenauer, 1916

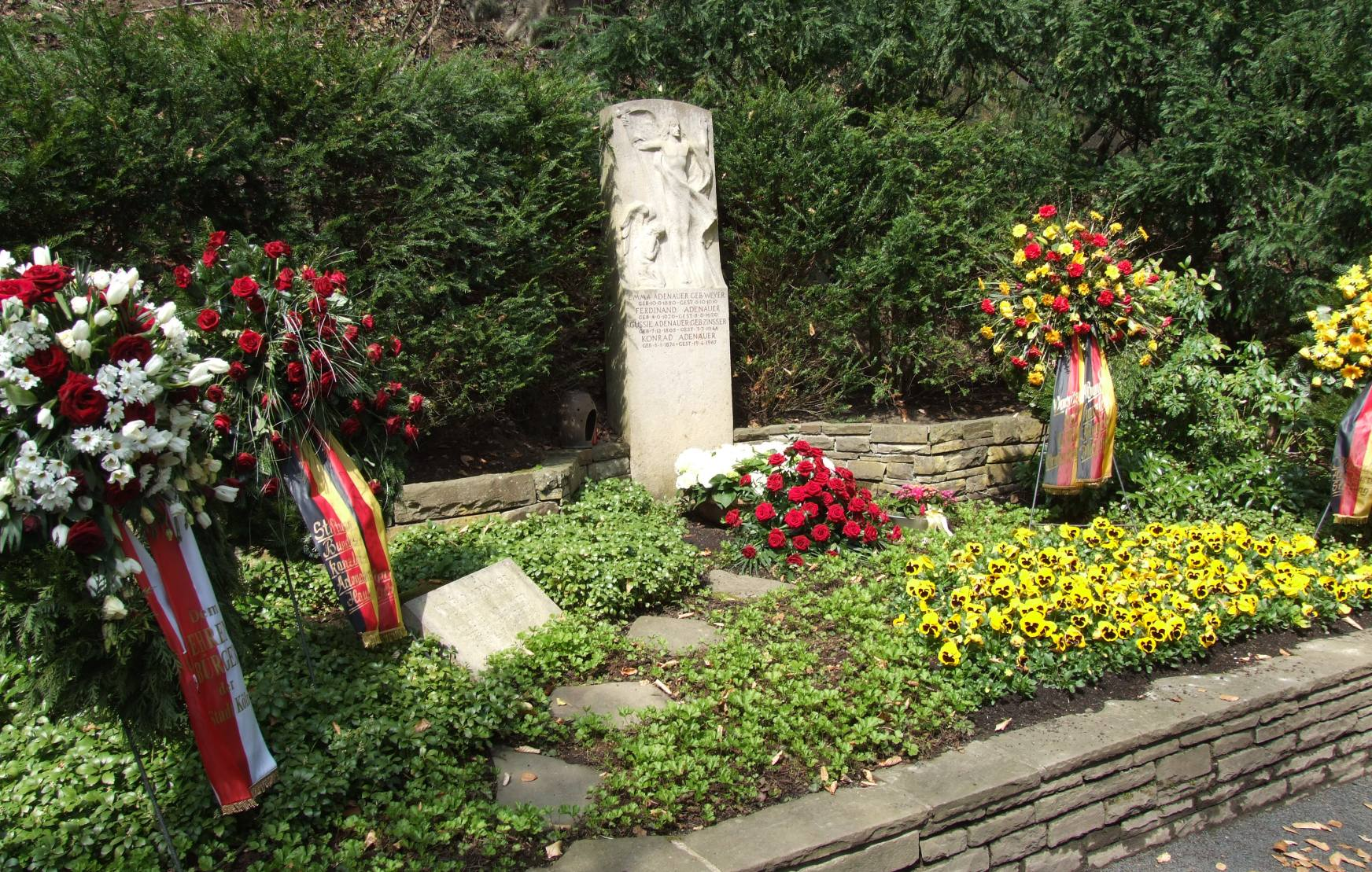
Grabstätte Adenauer in Rhöndorf

Emma Weyer war die Tochter von Emmanuel Weyer (1836–1884), Direktor der Kölner Rückversicherungsgesellschaft, und Emilie geb. Wallraf (1849–1911), einer Schwester von Max Wallraf.
Von 1890 bis 1897 besuchte Emma Weyer die Höhere Töchterschule in Köln. Anschließend absolvierte sie ein Jahr in der Erziehungs-Anstalt der Englischen Fräulein zu Würzburg (Mädchenrealschule). Neben der Erziehung im christlichen Glauben erhielt sie dort Unterrichtung der französischen und englischen Sprache sowie Musik- und Handarbeitsunterricht. Von 1898 bis 1901 bereitete sie sich durch ein sechssemestriges Sprachstudium auf das Lehramt vor. Am 30. September 1901 bestand sie vor der Königlichen Prüfungs-Kommission beim Provinzialkollegium in Koblenz die Prüfung und erhielt die „Befähigung zur Erteilung von Englisch- und Französisch-Unterricht an mittleren und höheren Mädchenschulen“.
Im Sommer 1901 lernte sie im Tennisclub Pudelnass Konrad Adenauer kennen, der kurz vor seiner Assessorprüfung stand. Emma Weyer ebnete dem aus einfachen Verhältnissen stammenden Assessor Adenauer den Weg in die politische Kölner Gesellschaft. Am 21. Juni 1902 verlobten sich Emma Weyer und Konrad Adenauer am Rolandsbogen. Sie heirateten am 26. Januar 1904 standesamtlich und zwei Tage später kirchlich in der Pfarrkirche St. Stephan in Lindenthal. Die Hochzeitsfeier wurde im Hotel Großer Kurfürst abgehalten. Am selben Tag trat das junge Paar eine vierwöchige Hochzeitsreise durch die Schweiz und an die französische und Italienische Riviera an.
In der Klosterstraße 70 in Köln-Lindenthal bezogen Emma und Konrad Adenauer ihre erste gemeinsame Wohnung. 1906 zogen sie in die Friedrich-Schmidt-Straße 4 um. 1911 wurde das eigene Haus in der Max-Bruch-Straße 6 bezugsfertig.
Aus der Ehe gingen drei Kinder hervor. Am 21. September 1906 wurde Sohn Konrad († 1993) geboren, und am gleichen Tag im Jahre 1910 kam Sohn Max († 2004) zur Welt. Die Tochter Maria (Ria) († 1998) wurde am 7. Oktober 1912 geboren.
Eine leichte Rückgratverkrümmung, die nach der ersten Entbindung ihre Nierenfunktion beeinträchtigte, verschlimmerte sich über die Jahre. Als Emma Adenauer an einer Pilzvergiftung erkrankte, verstarb sie am 6. Oktober 1916 im Alter von 36 Jahren.